# Roßgundkopf
Der Roßgundkopf (gemäß aktueller Deutscher Rechtschreibung Rossgundkopf) ist ein 2139 m ü. NHN hoher Nebengipfel des Alpgundkopfs in den Allgäuer Alpen. Er liegt in der Gruppe der Schafalpenköpfe nordöstlich der Rossgundscharte und südwestlich der Alpgundscharte und dem Alpgundkopf.

## Besteigung
Auf den Roßgundkopf führt kein markierter Weg. Man erreicht ihn weglos von der Rossgundscharte, wobei dieser Anstieg Trittsicherheit und Bergerfahrung erfordert. Alle anderen Anstiege sind wegen des brüchigen Gesteins nicht zu empfehlen. Er wird daher sehr selten bestiegen.

## Bilder

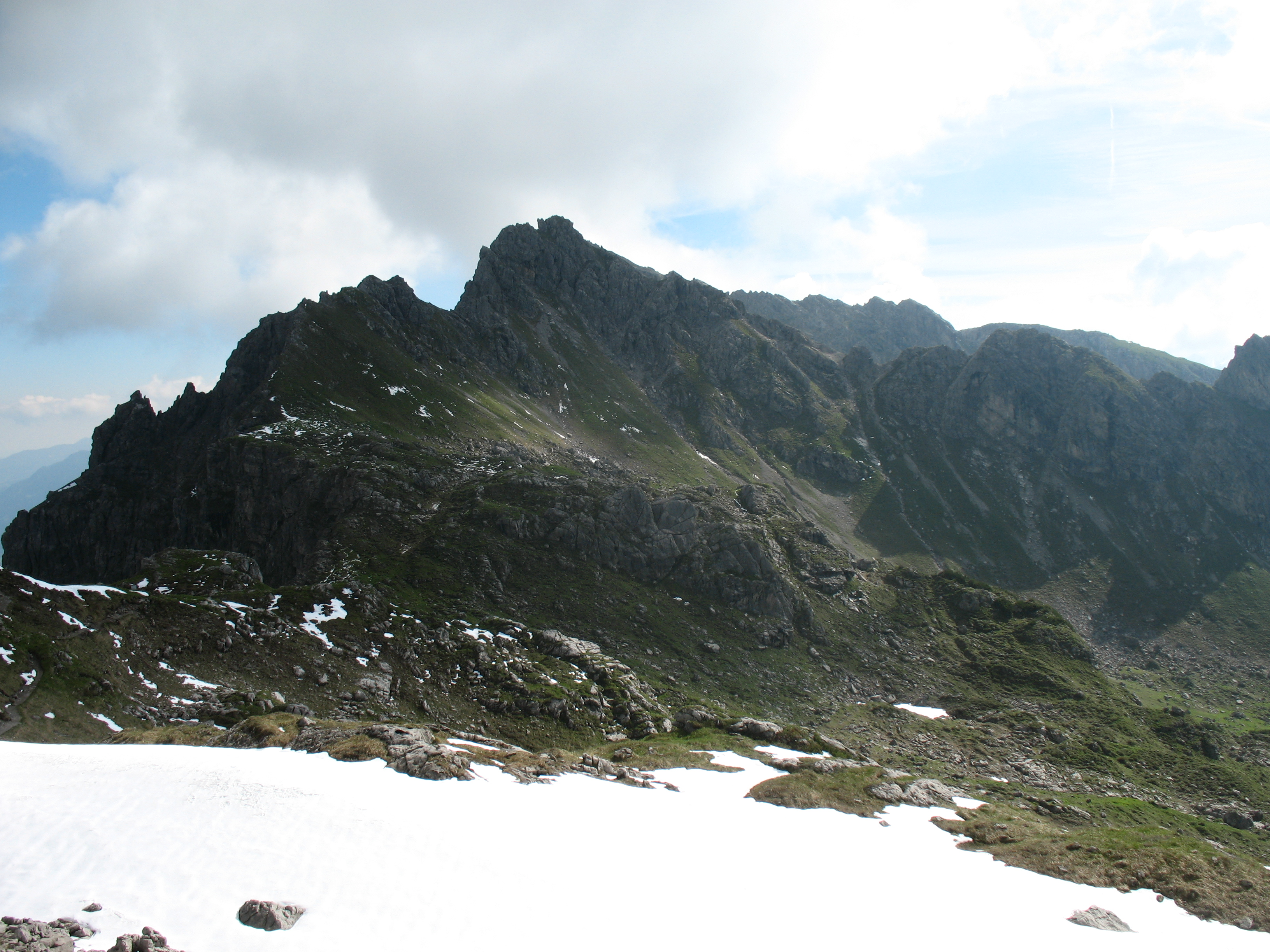
Über der Rossgundscharte
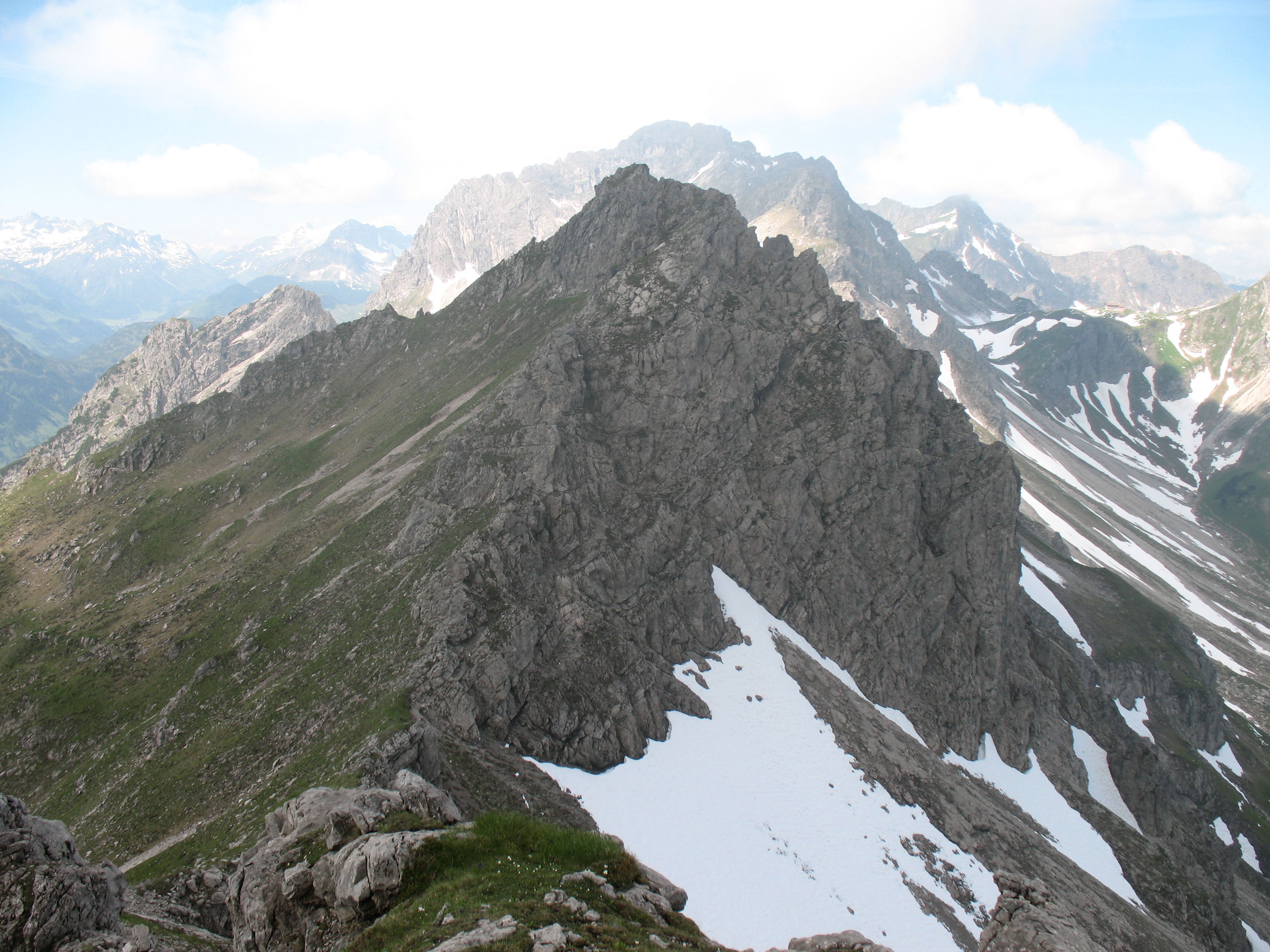
Vom Alpgundkopf
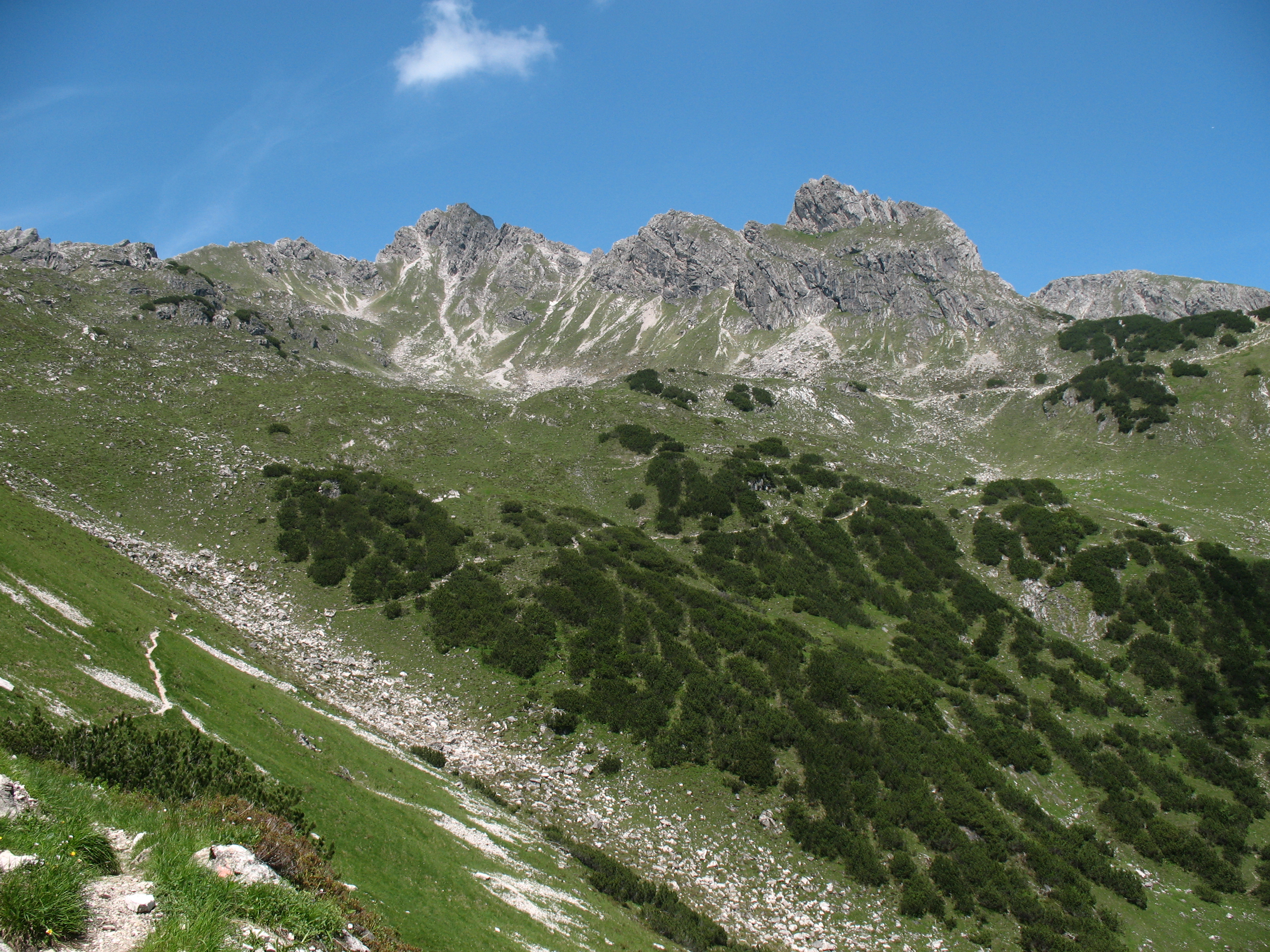
Südwestflanke
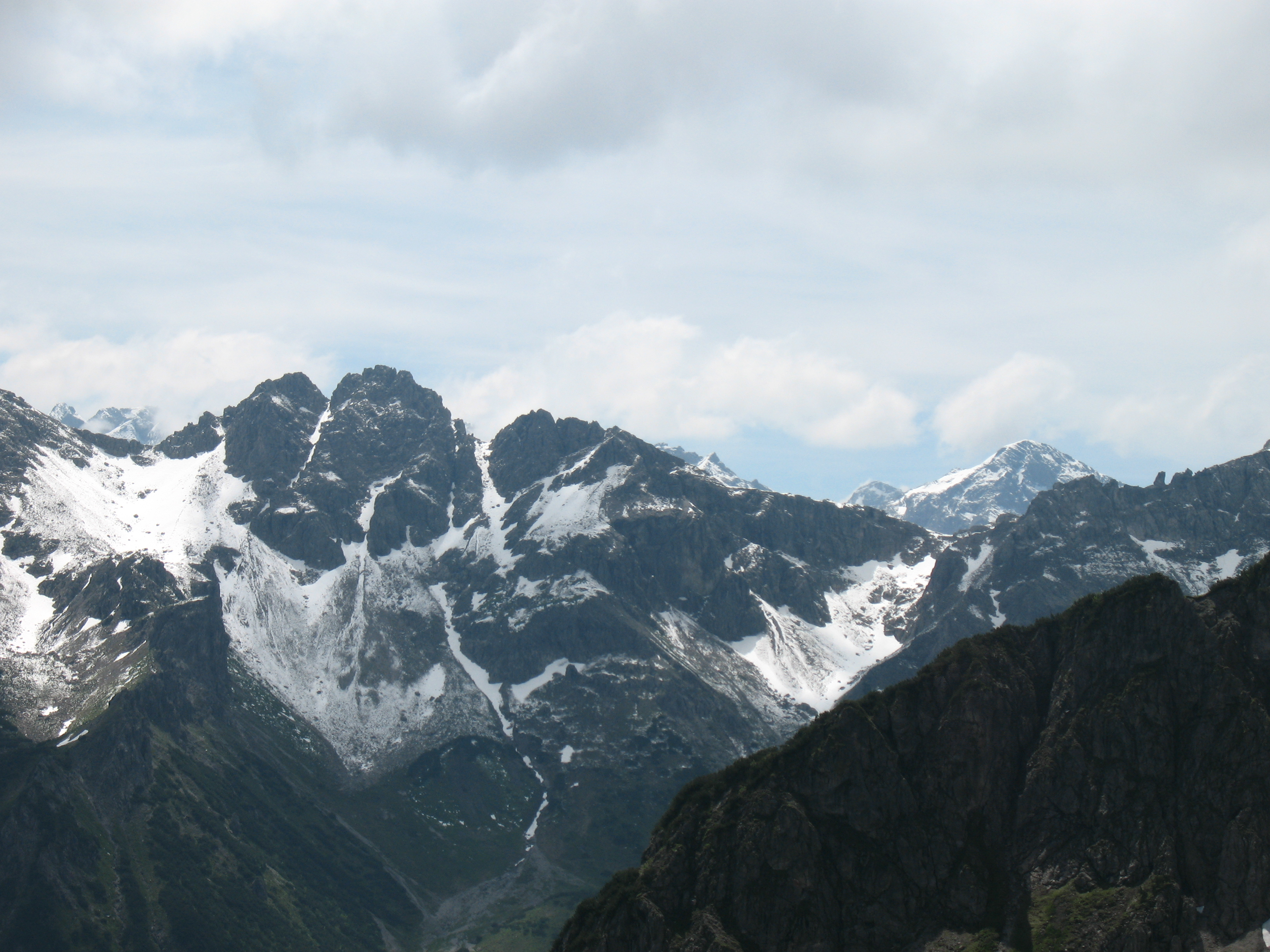
Über dem Warmatsgundtal